# Pieni-Läänä
Pieni-Läänä är en sjö i kommunen Pieksämäki i landskapet Södra Savolax i Finland. Sjön ligger 115,8 meter över havet. Arean är 50 hektar och strandlinjen är 4,54 kilometer lång. Sjön  ingår i Vuoksens huvudavrinningsområde.   Den ligger omkring 57 kilometer norr om S:t Michel och omkring 260 kilometer nordöst om Helsingfors. 